# Stjepan Širac
Stjepan Širac (1951-1991) fue un coronel (post mortem) de la Guardia Nacional Croata. Fue el primer jefe de la defensa de la localidad de Pakrac durante la Guerra de Croacia (1991-1995). Murió en combate, al mando de una partida que intentaba romper un bloqueo en proximidades de la aldea de Batinjani.
Su contribución a la defensa del sector asignado fue de gran importancia ya que por sus habilidades organizativas y conocimientos fue un factor clave en los primeros meses de la guerra.

## Desempeño durante la Guerra de Croacia
Con el advenimiento de los cambios democráticos, se unió a la Unión Democrática Croata (HDZ).
A principios de la década de 1990, participó en los preparativos para la defensa de Croacia utilizando sus conocimientos como oficial de reserva para organizar la defensa del Municipio de Pakrac. La organización de la defensa comenzó en enero de 1991, cuando se estableció el Destacamento de Voluntarios Desarmados en Badljevina, que en ese momento contaba con 52 miembros. El establecimiento de estos destacamentos se intensificó luego del Enfrentamiento de Pakrac de principios de marzo de 1991. En junio de 1991 se estableció en Prekopakra el Destacamento de Voluntarios Desarmados de 252 miembros.
En abril de 1991, con la decisión del Presidente de la República sobre la formación de la Guardia Nacional Croata (ZNG), Širac inició la formación de una unidad en el área del municipio. Para ello, consiguió equipos y armas para la unidad.
En julio, un grupo de residentes de Pakrac dirigido por Stjepan Širac fue a Bjelovar en busca de ayuda. Allí conocen a Zdravko Mamić y su padre de la organización sindical "Česma" de quienes reciben apoyo. Asimismo, a través de Mamić, se concertó una reunión con altos representantes del Ministerio de Defensa con el objetivo de adquirir armamento y organizar una unidad militar en la región de Pakrac.
A fines de julio, después de una reunión con representantes del Ministerio de Defensa, se estableció un destacamento de voluntarios del ZNG con Stjepan Širac a cargo. Estaba legalmente adjunto al Batallón ZNG 56 de Kutina. Consistía de cinco agrupamientos o compañías/secciones de voluntarios. Abarcaba las localidades de Lipik, Prekopakra y Pakrac, Badljevina, Poljana y el grupo técnico para la construcción de vehículos blindados en Matkova.
El inicio de las acciones por parte de los serbocroatas en la segunda mitad de agosto de 1991 comenzó el combate de las fuerzas de defensa a cargo de Širac.
El 29 de septiembre de 1991, Šiarc participó activamente en la Evacuación del hospital de Pakrac. El nosocomio se encontraba en proximidad de la línea de combate pero aun albergaba gran cantidad de pacientes, muchos de ellos psiquiátricos.
Luego de la muerte de Širac, el 15 de octubre de 1991, se estableció el Cuartel General de Defensa Territorial del Municipio de Pakrac y Antun Brkljačić fue nombrado su jefe.

### Muerte durante elcombate de Batinjani
El 6 de octubre de 1991, tuvo lugar en la aldea de Batinjani, un combate crítico para la defensa de las localidades de Pakrac y Lipik. La noche anterior, fuerzas del JNA cortaron la única comunicación con el resto de Croacia (camino a a Kutina).
A la temprana mañana del 6, varios civiles, soldados y policías son emboscados y muertos en el camino Prekopakra - Batinjani. Una fracción de nueve combatientes croatas de Veliki Banovac fueron los primeros en reaccionar. Se desplazaron en un camión que fue atacado entre Gornja Obrijež y Batinjani. Todos fueron muertos. También, con el fin de levantar el bloqueo y rescatar a posibles sobrevivientes de la emboscada, un grupo de miembros del ZNG de Pakrac concurrieron al bloqueo. Después lo hace una fracción de policías y combatientes, junto a un camión blindado improvisado (el TOP 2 - Tvornica oklopnjaka Prekopakra 2 / Fábrica de Blindados de Prekopakra 2) dirigidos por Stjepan Širc. Inmediatamente comenzó un intenso fuego contra ellos, en el que murió Stjepan Širac. El resto del grupo se retira a sus posiciones iniciales.
El epílogo de esa combate, que finalizó el 9 satisfactoriamente para los defensores, fue de 23 soldados croatas y 5 civiles muertos.

## Homenajes Póstumos
- Fue ascendido a Coronel (Post Mortem).[1]
- En 1997, la ciudad de Pakrac y la familia Širac erigieron una placa en su memoria en el lugar de su muerte.
- Recibió póstumamente el Memorial de la Guerra Patria, la Orden de Petar Zrinski y Fran Krsta Frankopan.[1]
- En octubre de 2020, el presidente de la República de Croacia, Zoran Milanović, a sugerencia de la Coordinación de Asociaciones de la Guerra Patria Pakrac-Lipik, hizo la entrega póstuma a Širac de la medalla "Orden de Ban Jelačić". El general Marijan Mareković, enviado y asesor del presidente de la República de Croacia, y Tomo Medved, ministro de Veteranos de Croacia, entregaron conjuntamente la medalla al hermano de Stjepan, Vinko Širac.

La medalla de la "Orden de Ban Jelačić" se otorga a oficiales, oficiales y comandantes de unidad por el mando excepcionalmente exitoso de unidades de las Fuerzas Armadas de la República de Croacia, por méritos militares especiales en su organización y desarrollo, así como a unidades y otros unidades organizativas de las Fuerzas Armadas de la República de Croacia.
- En su honor, la calle principal de Prekopakra lleva su nombre.